# 0574
0574 è il prefisso telefonico del distretto di Prato, appartenente al compartimento di Firenze.
Il distretto comprende gran parte della provincia di Prato ed il comune di Agliana (PT). Confina a est e a sud con il distretto di Firenze (055), a ovest di Pistoia (0573) e a nord di Porretta Terme (BO) (0534).

## Aree locali e comuni
Il distretto di Prato comprende 6 comuni compresi nell'unica area locale di Prato (ex settori di Prato e Vaiano). Esistono due reti urbane: Prato e Vaiano. I comuni compresi nel distretto sono: Agliana (PT), Cantagallo, Montemurlo, Prato, Vaiano e Vernio .